# Gilbert Newton Lewis
Gilbert Newton Lewis, ForMemRS, (1875 – 1946) fou un químic físic nord-americà conegut pel descobriment de l'enllaç covalent i el seu concepte de parell d'electrons, les estructures de Lewis i altres contribucions a la teoria de l'enllaç de valència que han donat forma a les teories modernes dels enllaços químics. Lewis va contribuir amb èxit a la termodinàmica, la fotoquímica, i la separació d'isòtops, i també és conegut pel seu concepte d'àcid i base.

## Biografia
Lewis va néixer l'any 1875 a Weymouth, Massachusetts. Va ser un infant precoç que als tres anys ja llegia. El 1884 la seva família es va traslladar a Lincoln, Nebraska. El 1893, després de dos anys a la Universitat de Nebraska, Lewis va anar a la Universitat Harvard, on es va obtenir graduar l'any 1896. Lewis va estudiar amb el químic-físic T. W. Richards i va obtenir el seu doctorat el 1899 amb una tesi sobre els potencials electroquímics. Després d'un any de l'ensenyament a la Universitat Harvard, Lewis va guanyar una beca per viatjar a Alemanya, el centre de la química-física, i va estudiar amb Walther Nernst a Göttingen i amb Wilhelm Ostwald a Leipzig. Mentre treballava al laboratori de Nernst, Nernst i Lewis van desenvolupar una enemistat que va durar tota la vida. Un amic de Nernst, Wilhelm Palmaer, va ser membre del Comitè Nobel de Química i hi ha proves que va utilitzar els procediments de proposta i presentació d'informes per bloquejar el Premi Nobel per Lewis en termodinàmica, utilitzant la seva posició com a membre del comitè amb la redacció d'informes negatius.
L'any 1901 Lewis va tornar a Harvard com a professor de termodinàmica i electroquímica. El 1904 li va ser concedit un permís d'absència i va ser Superintendent of Weights and Measures del Bureau of Science a Manila, Filipines. A l'any següent va tornar a Cambridge, Massachusetts, quan l'Institut de Tecnologia de Massachusetts (MIT) li va oferir un lloc com a professor unint-se a un grup de químics-físics sota la direcció d'Arthur Amos Noyes. L'any 1097 va ser nomenat professor ajudant, professor associat el 1908 i professor a temps complet el 1911. Va deixar el MIT el 1912 per convertir-se en professor de química-física i degà de la Facultat de Química de la Universitat de Califòrnia a Berkeley. El Lewis Hall a Berkeley, construït el 1948, és nomenat així en honor seu.
Durant la seva carrera, Lewis va publicar sobre molts temes, que van des de la naturalesa dels quants de llum fins a l'economia de l'estabilització dels preus. En els últims anys de la seva vida, Lewis i l'estudiant graduat Michael Kasha, el seu darrer soci en investigació, van establir que la fosforescència de les molècules orgàniques implica l'emissió de llum d'un electró en un estat excitat triplet (un estat en el qual dos electrons han orientat els seus vectors d'espín en la mateixa direcció, però en diferents orbitals) i van mesurar el paramagnetisme d'aquest estat triplet.
L'any 1946, un estudiant graduat va trobar el cos sense vida de Lewis sota un banc de treball de laboratori a Berkeley. Lewis havia estat treballant en un experiment amb cianur d'hidrogen líquid i els gasos mortals d'una conducció trencada s'havien filtrat al laboratori. El metge forense va dictaminar que la causa de la mort va ser un infart coronari a causa de la manca de signes de cianosi, però alguns creuen que podia haver estat un suïcidi. El professor emèrit de Berkeley William Jolly, que va estudiar els diversos punts de vista sobre la mort de Lewis en la seva obra del 1987 sobre la història de la Facultat de Química de la Universitat de Berkeley, “From Retorts to Lasers”, va escriure que un superior en el departament creia que Lewis havia suïcidat.
Si la mort de Lewis va ser un suïcidi, una possible explicació podria ser la depressió provocada per un dinar amb Irving Langmuir. Langmuir i Lewis tenien una llarga rivalitat, que es remuntava a les extensions de la teoria de l'enllaç químic de Lewis fetes per Langmuir. Langmuir havia estat guardonat amb el Premi Nobel de Química del 1932 pel seu treball sobre la química de les superfícies, mentre que Lewis no havia rebut el Premi malgrat haver estat nominat 35 vegades. En el dia de la mort de Lewis, Langmuir i Lewis s'havien reunit per dinar a Berkeley, una reunió que Michael Kasha va recordar anys més tard. Altres professors recorden que Lewis va tornar de dinar a un estat d'ànim molt baix, va jugar una partida de bridge amb alguns col·legues, i després se’n va tornar a treballar al seu laboratori. Una hora més tard, va ser trobat mort. Els papers de Langmuir a la Biblioteca del Congrés confirmen que havia estat al campus de Berkeley aquell dia per rebre un títol honorífic.

## Apotacions científiques

### Termodinàmica
La major part dels interessos de Lewis es van originar durant els seus anys de Harvard i potser el més important va ser el de la termodinàmica. Tot i que la majoria de les relacions termodinàmiques importants ja eren conegudes el 1895, es consideraven com equacions aïllades, i encara no s'havien racionalitzat com un sistema lògic, des del qual, donada una relació, se’n podia derivar la resta. D'altra banda, aquestes relacions eren inexactes, aplicables només a sistemes químics ideals. Aquests eren els dos problemes pendents de la termodinàmica teòrica. En dos treballs teòrics llargs i ambiciosos en 1900 i 1901, Lewis va tractar d'oferir una solució. Va introduir el concepte termodinàmic d'activitat i va encunyar el terme "fugacitat". La seva nova idea de fugacitat, o "tendència d'escapament", era una funció amb les dimensions de pressió que expressaven la tendència d'una substància a passar d'un producte o fase química a un altre. Lewis creia que la fugacitat era el principi fonamental que permetia derivar les relacions termodinàmiques d'un sistema real. Aquesta hipòtesi no es va provar encara que la fugacitat va trobar un lloc durador en la descripció dels gasos reals.
Els primers treballs de Lewis també revelen un coneixement inusualment avançat de les idees de J. W. Gibbs i P. Duhem sobre l'energia lliure i el potencial termodinàmic. Aquestes idees eren ben conegudes pels físics i matemàtics però no pels químics més pràctics que les consideraven com abstruses i inaplicables als sistemes químics. La majoria dels químics es basaven en la termodinàmica familiar del calor (entalpia) de Berthelot, Ostwald, i Van't Hoff i l'escola calorimètrica. La calor de reacció no és, per descomptat, una mesura de la tendència amb què els canvis químics es produeixin i Lewis es va adonar que només l'energia lliure i l'entropia podrien proporcionar una termodinàmica química exactes. Va derivar l'energia lliure de la fugacitat, va intentar, sense èxit, obtenir una expressió exacta per a la funció d'entropia que el 1901 no s'havia definit a baixes temperatures. Richards també ho va intentar sense èxit, i no va ser fins Nernst, el 1907, que va ser possible calcular entropies de forma inequívoca. Encara que el sistema basat en la fugacitat de Lewis no va durar, el seu primer interès per l'energia lliure i l'entropia va resultar ser el més fructífer i gran part de la seva carrera es va dedicar a fer aquests conceptes útils i accessibles per als químics pràctics.

### Teoria de les valències
Sobre 1902 Lewis va començar a utilitzar dibuixos inèdits d'àtoms cúbics en les seves notes, en els quals les cantonades d'un cub representen les possibles posicions dels electrons. Més tard Lewis va citar aquestes notes en el seu clàssic treball de 1916 sobre l'enllaç químic, com a primera expressió de les seves idees.
Un altre punt d'interès, que es va originar durant els anys de Harvard, va ser la seva teoria de la valència. En 1902, en tractar d'explicar les lleis de valència als seus estudiants, Lewis va concebre la idea que els àtoms estan formats per una sèrie concèntrica de cubs amb els electrons a cada cantonada. Aquest "àtom cúbic" explicava el cicle de vuit elements en la taula periòdica i estava d'acord amb la creença àmpliament acceptada que els enllaços químics es formen per transferència d'electrons per donar a cada àtom d'un joc complet de vuit electrons. Aquesta teoria electroquímica de valència va tenir la seva expressió més elaborada en l'obra de Richard Abegg el 1904, però la versió de Lewis d'aquesta teoria va ser l'única a ser incorporada com un model atòmic. Un cop més la teoria de Lewis no va interessar als seus mentors de Harvard, que, igual que la majoria dels químics nord-americans d'aquesta època, no estaven atents a tals especulacions. Lewis no va publicar la seva teoria de l'àtom cúbic, però es va convertir en una part important de la seva teoria de l'enllaç de parells d'electrons compartits.
L'any 1916, va publicar el seu estudi clàssic sobre l'enllaç químic "L'àtom i la molècula" en el qual es formula la base del que seria conegut com l'enllaç covalent, que consisteix en un parell d'electrons compartits, i es defineix el terme molècula senar (el terme modern és de radical lliure) quan un electró no és compartit. S'inclou el que es coneix com a estructures de punts de Lewis, així com el model de l'àtom cúbic. Aquestes idees sobre els enllaços químics van ser ampliades per Irving Langmuir i es van convertir en la inspiració per als estudis sobre la naturalesa de l'enllaç químic de Linus Pauling.

### Relativitat
L'any 1908 va publicar el primer de tot un seguit de treballs sobre la relativitat, en els quals deriva la relació massa-energia d'una manera diferent a com ho fa Albert Einstein. En 1909, ell i Richard C. Tolman van combinar els seus mètodes amb la relativitat especial. El 1912, Lewis i Edwin Bidwell Wilson van presentar una obra important en la física matemàtica que no només aplica la geometria sintètica per a l'estudi de l'espaitemps, sinó que també considera la identitat d'una assignació espaitemps de compressió i una transformació de Lorentz.
En 1913, va ser triat membre de l'Acadèmia Nacional de Ciències. Va dimitir el 1934, negant-se a indicar el motiu de la seva renúncia; s'ha especulat que va ser a causa d'una disputa sobre la política interna de la institució o al fracàs dels que havia nominat per ser elegits. La seva decisió de renunciar pot haver estat provocada pel ressentiment per la concessió del Premi Nobel 1934 de Química al seu alumne, Harold Urey, pel descobriment del deuteri, un premi que Lewis és gairebé segur considerava que havia d'haver compartit pel seu treball en la purificació i caracterització de l'aigua pesant.

### Àcids i bases
El 1923, va formular la teoria del parell d'electrons de les reaccions àcid-base. En aquesta teoria d'àcids i bases, un "àcid de Lewis" és un acceptor de parells d'electrons i una "base de Lewis" és un donant de parells d'electrons. El mateix any també va publicar una monografia sobre les seves teories de l'enllaç químic.
Basat en el treball de J. Willard Gibbs, se sabia que les reaccions químiques tendeixen a un equilibri determinat per l'energia lliure de les substàncies que hi participen. Lewis va passar 25 anys determinant les energies lliures de diverses substàncies. El 1923 ell i Merle Randall van publicar els resultats d'aquest estudi, permetent la formulació de la moderna termodinàmica química.

### Aigua pesant
Lewis va ser el primer a produir una mostra pura d'òxid de deuteri (aigua pesant) l'any 1933 i el primer a estudiar la supervivència i el creixement de formes de vida en aigua pesant. Accelerant deuterons (nuclis de deuteri) en el ciclotró d'Ernest O. Lawrence va ser capaç d'estudiar moltes de les propietats dels nuclis atòmics. Durant la dècada de 1930, va ser mentor de Glenn T. Seaborg, que va ser retingut per a un treball post-doctoral com a ajudant d'investigació personal de Lewis. Seaborg va guanyar el Premi Nobel de Química l'any 1951. L'element 106, el seaborgi, va rebre aquest nom en honor seu, mentre Seaborg encara era viu.

### Altres
El 1921, Lewis va ser el primer a proposar una equació empírica que descrigui l'incompliment de la llei d'acció de masses pels electròlits forts, un problema que havia deixat perplexos els químics-físics durant vint anys. Més tard es va confirmar que les seves equacions empíriques del que va nomenar la força iònica estaven d'acord amb l'equació de Debye-Hückel per als electròlits forts, com es va publicar el 1923.
El 1924, mitjançant l'estudi de les propietats magnètiques de solucions d'oxigen en nitrogen líquid, va trobar que es van formar molècules O₄. Aquesta va ser la primera evidència d'oxigen tetratómic.
L'any 1926, va encunyar el terme "fotó" per a la unitat més petita de l'energia radiant (llum). En realitat el resultat de la seva carta a Nature no era el que havia previst. A la carta, va proposar el fotó com l'element estructural. Va insistir en la necessitat d'una nova variable, el nombre de fotons. Encara que la seva teoria difereix de la teoria quàntica de la llum introduïda per Albert Einstein en 1905, el nom va ser adoptat pel que Einstein va nomenar un quant de llum ("Lichtquant" en alemany).